# Sterigmapetalum resinosum
Sterigmapetalum resinosum là một loài thực vật có hoa trong họ Rhizophoraceae. Loài này được Steyerm. & Liesner miêu tả khoa học đầu tiên năm 1983.